# マーケット・ショップ
マーケット・ショップ（Market Shop）はセントクリストファー・ネイビス、セントジョージ・ジンジャーランド教区の村。ネイビス島南東部の内陸に位置する。同教区最大の都市で、人口は426人（2015年）。
ネイビス島中心地のチャールズタウンからは直線距離で約5キロメートル。近隣の都市は、西にはフィグツリー（セントジョン・フィグツリー教区）、東にはジンジャーランドがある。